# Tiganophyton karasense
Tiganophyton karasense ist ein kleiner Zwergstrauch, der in der Region ǁKaras im Süden Namibias vorkommt. Er ist die einzige Art der monotypischen Pflanzengattung Tiganophyton, der einzigen Gattung der Familie der Tiganophytaceae innerhalb der Ordnung der Kreuzblütlerartigen (Brassicales). Die kleinen Sträucher wachsen auf kalkhaltigem Boden in der Nähe saisonaler Gewässer. Aufgrund des sehr kleinen Verbreitungsgebietes und des sehr kleinen Bestands (etwa 1000 Pflanzen) muss die Art entsprechend den IUCN-Kriterien als gefährdet angesehen werden.

## Merkmale
Tiganophyton karasense wird 30 bis 80 cm hoch und verzweigt in Bodennähe. Die Äste sind lang und schlank, stehen aufrecht oder sind bogenförmig. Sie sind mit langen, weichen Haaren bedeckt. Älteren Äste sind kahl. In den Blattachseln befinden sich zahlreiche Kurztriebe, die an älteren Ästen oft vertrocknet sind. Die blassgrünen Blätter sind dimorph und spiralig angeordnet. Ältere Blätter verfärben sich gelb oder orange. Die einhäusigen, seitlich abgeflachten Blüten befinden sich einzeln in den Blattachseln von Kurztrieben. Der Blütenkelch ist vierteilig. Die vier Kelchblätter und das Androeceum sind verwachsen, die weißen Kronblätter stehen frei. Nektardrüsen sind nicht vorhanden. Der Fruchtknoten ist tief und zweilappig, die Griffel stehen am Blütenboden (Gynobasie). Das Gynophor ist S-förmig. Pro Samenzelle sind zwei Samenanlagen vorhanden. Die trockene, papierartige Frucht enthält einen einzelnen, harten, glatten, ovalen oder eiförmigen Samen mit einem Durchmesser von 0,8 bis 1,0 mm und blass gelbbrauner Farbe. Wie viele andere Kreuzblütlerartige produziert Tiganophyton karasense Senfölglycoside.

## Systematik
Die Strauchart wurde erst im Januar 2010 entdeckt und zunächst für eine Art der Salzkräuter (Salsola) gehalten. Bei einer weiteren Untersuchung im Dezember 2010 blühte die Art und man konnte erkennen, dass der Strauch weder zu den Salzkräutern gehört, noch zu einer anderen Gattung der Fuchsschwanzgewächse gehören kann. Sie gehört stattdessen zur Ordnung der Kreuzblütlerartigen (Brassicales), ist dort jedoch systematisch so isoliert, dass sie in eine eigenständige, monotypische Familie gestellt wurde, die Tiganophytaceae. Tiganophyton karasense ist die Schwestergruppe einer von den Familien Bataceae und Salvadoraceae gebildeten Klade. Alle drei Taxa zusammen sind die Schwestergruppe der Koeberliniaceae.

## Belege
1. 1 2 3  Wessel Swanepoel, Mark W. Chase, Maarten J.M. Christenhusz, Olivier Maurin, Félix Forest und Abraham E. E. van Wyk. 2020. From the Frying Pan: An Unusual Dwarf Shrub from Namibia Turns Out To Be A New Brassicalean Family. Phytotaxa. 439(3); 171–185. DOI: 10.11646/phytotaxa.439.3.1